# 드미트리 랍케스
드미트리 모이세예비치 랍케스(러시아어: Дмитрий Моисеевич Лапкес, 벨라루스어: Дзмітрый Майсеевіч Лапкес 즈미트리 마이세예비치 랍케스, 1976년 6월 4일 ~ )는 벨라루스의 펜싱 선수로, 주 종목은 사브르이다. 올림픽에 4번 출전하였으며, 올림픽에서 거둔 최고 성적은 아테네에서 열린 2004년 하계 올림픽 개인전 4위이다. 그는 2011년 세계 선수권 대회 단체전에서 은메달을 획득하기도 하였다.